# Místní církev
Místní církev či partikulární církev (latinsky ecclesia particularis) je označení jakéhokoliv samostatně konstituovaného církevního společenství, které je součástí katolické církve ve smyslu celé, univerzální církve. Tak pojem definuje i kanonické právo římskokatolické církve, které však pojem „jedna a jediná katolická církev“ omezuje na církve sjednocené s Římem, respektive v kánonu 373 přiznává papeži výhradní právo zřizovat místní církve, čímž zároveň upírá místním církvím povahu autonomně konstituovaných společenství. 

## Charakteristika
Obvykle je místní církev definována na základě určitého územního rozsahu, vliv může mít ovšem i určitá tradice či ritus.

## Právní vymezení
V Kodexu kanonického práva římskokatolické církve pojednávají o místních církvích kánony 368-374.
| „           | Místními církvemi, v nichž a z nichž je jedna a jediná katolická církev, jsou především diecéze, jimž, pokud není zřejmý opak, jsou na roveň postaveny: územní prelatura a územní opatství, apoštolský vikariát a apoštolská prefektura a natrvalo zřízená apoštolská administratura. | “ |
| — kánon 368 | |   |